# Verity Smith
Verity Smith es un jugador de rugby y activista por los derechos LGBT británico. Se ha desempeñado como líder de diversidad e inclusión para International Gay Rugby, y anteriormente fue jugador de rugby en Rotherham Phoenix y en la liga de rugby de Dewsbury Moor.

## Biografía
Originario de Hull, Smith practicó diversos deportes en su juventud, incluidos fútbol americano, hockey sobre hielo y boxeo tailandés. Comenzó a jugar rugby a la edad de 11 años, después de que sus abuelos lo llevaran a ver un partido de Hull Vixens. Después de demostrar su talento en este deporte, obtuvo permiso para jugar en el equipo senior de Hull Ladies cuando era adolescente, y finalmente fue elegido para representar al noreste de Inglaterra.
En 2016 salió del armario como hombre trans y continuó jugando rugby durante su transición. Ha hablado sobre como tuvo que enfrentar la transfobia mientras jugaba rugby, incluso que le escupieran sangre en la boca y que los árbitros se burlaran de él. En octubre de 2019, presentó una denuncia ante la Organización de Estándares de Prensa Independiente después de que The Sunday Times usara una foto suya para ilustrar un artículo que sugería que las mujeres trans representaban un peligro en el rugby. Posteriormente, el periódico reemplazó la foto y emitió un comunicado diciendo que el uso de la foto había sido "inapropiado y engañoso en términos tanto de su género como de sus puntos de vista".
En 2019 sufrió una grave lesión en la columna tras ser abordado por una jugadora. Tras recuperarse de la lesión, jugó rugby en silla de ruedas con los Leeds Rhinos.
En febrero de 2020, Smith asistió a un foro celebrado por World Rugby como representante de International Gay Rugby para discutir sus pautas de participación transgénero. En el foro, Smith fue el único jugador de rugby transgénero que asistió y no se le dio la oportunidad de presentar testimonio. Más tarde ese año, World Rugby anunció un cambio controvertido en sus directrices que prohibiría efectivamente a las mujeres trans jugar en competiciones femeninas. Smith condenó la prohibición, diciendo que se trataba "de vigilar los cuerpos femeninos" y que la investigación presentada en el foro se había realizado íntegramente con atletas cisgénero "con el supuesto de que las mujeres trans caen bajo la categoría de varones de élite cis", lo que significa que "no hubo ninguna investigación sobre mujeres trans dentro del entorno del rugby".